# آوگولیدا
آوگولیدا (به لاتین: Avgolida) یک منطقهٔ مسکونی در قبرس شمالی است که در ناحیه اسکله واقع شده‌است.